# Sommeletův–Hauserův přesmyk
Sommeletův–Hauserův přesmyk (pojmenovaný po Marcelu Sommeletovi a Charlesi R. Hauserovi) je přesmyková reakce některých benzylovaných kvartérních amoniových solí. Dalším reaktantem je amid sodný nebo jiný amid alkalického kovu; při reakci vzniká N,N-dialkylbenzylamin s nově navázanou alkylovou skupinou v pozici ortho. Příkladem může být reakce benzyltrimethylamoniumjodidu ([(C6H5CH2)N(CH3)3]I), který se za přítomnosti amidu sodného přeměňuje na o-methylovaný derivát N,N-dimethylbenzylaminu.

## Mechanismus
Proton na benzylovém methylenu je kyselý, jeho deprotonací se tvoří benzylylid (1). Tento ylid je v rovnováze s druhým ylidem vytvořeným deprotonací jedné z amoniummethylových skupin (2). I když je druhý ylid přítomen v mnohem menších množstvích, tak u něj probíhá 2,3-sigmatropní přesmyk, protože je reaktivnější než první ylid a následnou aromatizací tvoří konečný produkt (3).
Vedlejší reakcí je Stevensův přesmyk.